# Saint-Symphorien-de-Mahun
 Saint-Symphorien-de-Mahun  es una población y comuna francesa, ubicada en la región de Ródano-Alpes, departamento de Ardèche, en el distrito de Tournon-sur-Rhône y cantón de Satillieu.

## Demografía
| 308 | 254 | 197 | 174 | 150 | 131 |
| Para los censos de 1962 a 1999 la población legal corresponde a la población sin duplicidades (Fuente: INSEE [Consultar]) |     |     |     |     |     |

## Historia
Durante la Revolución francesa, monseñor D’Aviau, último arzobispo de Vienne, funda en 1800 una escuela germen del resurgimiento de la Congregación de San Basilio.